# Hypochthoniidae
Hypochthoniidae (лат.) — семейство панцирных клещей (Oribatida).

## Описание
Панцирные клещи, размером от средних до крупных (обычно около 1 мм). Тело удлинённое и умеренно склеротизированное; покровы гладкие; цвет от бледно-жёлтого до тёмно-жёлтого. Ботридиум и основание ботридиальной сеты с резким изгибом. С 2 парами экзоботридиальных щетинок. Нотогастр с 1 поперечной бороздкой. Встречаются в почве и лесной подстилке.

## Классификация
В семейство включают 5 родов и около 25 видов. Группу включают в инфраотряд Enarthronota (которую иногда рассматривают в ранге надкогорты). Иногда роды Malacoangelia и Nothrolohmannia выделяют в отдельные монотипические семейства Malacoangeliidae и Nothrolohmanniidae, или же оба объединяют в подсемейство Nothrolohmanniinae Balogh, 1968 в составе Hypochthoniidae.
- Eohypochthonius Jacot, 1938 (=Afrhypochthonius Balogh, 1958; E. (Neoatrichosus) Fernández, 1984)
  - Eohypochthonius  africanus Mahunka, 1978
  - Eohypochthonius asiaticus (Berlese, 1910)
  - Eohypochthonius becki Balogh & Mahunka, 1979
  - Eohypochthonius benacensis Schatz, 2009
  - Eohypochthonius berninii Subías, 2019
  - Eohypochthonius crassisetiger Aoki, 1959
  - Eohypochthonius gracilis (Jacot, 1936)
  - Eohypochthonius magnus Aoki, 1977
  - Eohypochthonius parvus Aoki, 1977
  - Eohypochthonius robustus Mahunka, 2011
  - Eohypochthonius salicifolius Hammer, 1979
  - Eohypochthonius vermicularis Hammer, 1979
  - Eohypochthonius (Neoatrichosus) travei Fernández, 1984
- Hypochthonius Koch, 1835
  - Hypochthonius elegans Hammer, 1979
  - Hypochthonius lalirostris Schweizer, 1956
  - Hypochthonius latirostris Schweizer, 1956
  - Hypochthonius longus Ewing
  - Hypochthonius luteus Oudemans, 1917
  - Hypochthonius montanus Fujikawa, 2003
  - Hypochthonius pallidulus
  - Hypochthonius rufulus Koch, 1835
  - Hypochthonius texanus Banks, 1910
  - Hypochthonius ventricosus (Canestrini, 1898)
- Malacoangelia Berlese, 1913
  - Malacoangelia assamica Talukdar & Chakrabarti, 1984
  - Malacoangelia remigera Berlese, 1913
  - Malacoangelia similis Sarkar & Subías, 1982
- Nothrolohmannia Balogh, 1968
  - Nothrolohmannia baloghi Norton, 2003
  - Nothrolohmannia calcarata Balogh, 1968